# محمية الحيوانات البرية

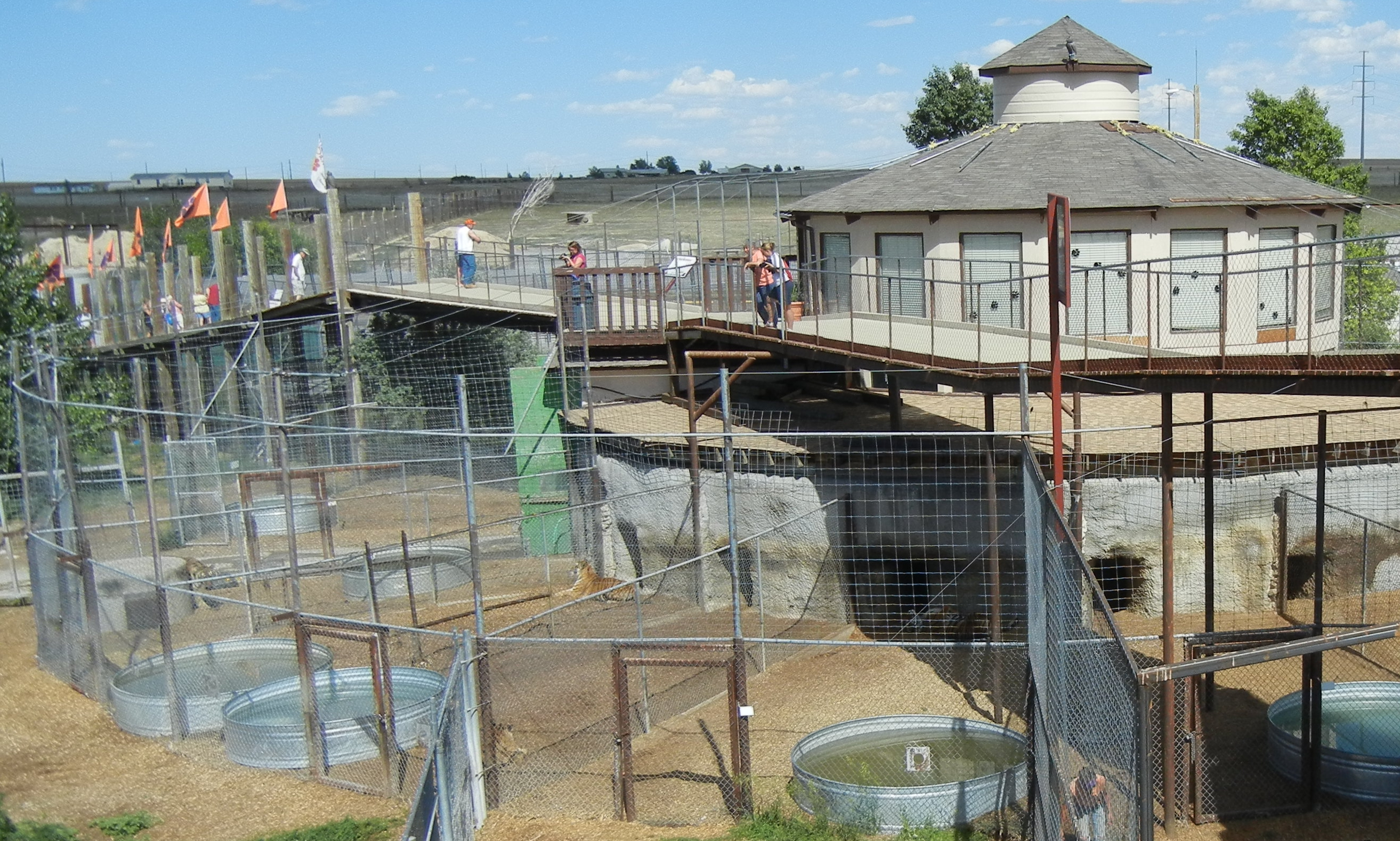

محمية الحيوانات البرية هي محمية للحيوانات تبلغ مساحتها 789 فدانًا (319 هكتارًا) في كينيسبورغ، كولورادو، الولايات المتحدة. هذا الملاذ متخصص في إنقاذ ورعاية الحيوانات المفترسة الكبيرة التي تتعرض لسوء المعاملة، والتي لم يعد بمقدور أصحابها الاعتناء بها، أو التي قد يتم التخلص منها بطريقة أخرى. وهي منظمة غير ربحية من فئة 501 (c) (3) ومرفق حيواني ومرخص من قبل الاتحاد الفيدرالي.
أُنشأت المحمية في عام 1980، وتقع في المروج الشمالية الشرقية من دنفر، وقد ساعدت أكثر من 1000 حيوان منذ افتتاحها. بحلول أوائل عام 2018، ضمت أكثر من 460 حيوانًا، أعلنت المحمية عن شراء أرض إضافية، وهي عبارة مزرعة تبلغ مساحتها 9,004 فدان بالقرب من سبرينغفيلد، كولورادو.